# Lord Don't Slow Me Down
Lord Don't Slow Me Down er en dokumentarfilm, der ser tilbage på det britiske band Oasis' Don't Believe The Truth world tour, som fandt sted fra maj 2005 til marts 2006. Filmen er instrueret af Baillie Walsh.
Filmen er forløbigt kun blevet fremvist privat i november 2006, men en redigeret version blev dog vist på Channel 4 i England. En dato for premiere i biograferne er endnu ikke blevet offentliggjort, men det ligger dog fast, at filmen vil blive udgivet på dvd i 2007 ved juletid. Afsløringen af filmen faldt sammen med udgivelsen Oasis' album Stop the Clocks ligeledes i november. Et glimt af filmen kan ses på dvd-udgaven af singlen Let There Be Love (november 2005). 
Filmen byder på en ny single med samme navn, der er skrevet af guitaristen Noel Gallagher. Nummeret er optaget under optagelserne til filmen og beskrives af Noel Gallagher som 
"en af de bedste ting, ligesom The Who, The Yardbirds og Jeff Beck Group kombineret, og det har to trummesoloer med!".[kilde mangler]

## Eksterne links
- Trailer